# Kirchenrat
Ein Kirchenrat ist in verschiedenen evangelischen Kirchen Deutschlands ein Mitglied der Kirchenleitung. In der Schweiz ist Kirchenrat die Bezeichnung sowohl für die Kirchenleitung als auch für deren Mitglieder. Die Bezeichnung „Kirchenrat“ wurde und wird auch als Ehrentitel verwendet.

## Deutschland
Die Evangelische Landeskirche in Württemberg, die Evangelische Landeskirche in Baden sowie die Evangelisch-Lutherische Kirche in Oldenburg nennt ihre Kirchenleitung Oberkirchenrat (landeskirchliche Verwaltung). In anderen protestantischen Kirchen versehen Kirchenräte ihren Dienst ehrenamtlich in der Verwaltung der Ortsgemeinde. Dieses Ehrenamt steht sowohl Frauen als auch Männern offen. Die Bezeichnung hat sich in evangelisch-reformierten Kirchen und der mennonitischen Kirche erhalten.
Kirchenräte und Kirchenrätinnen der Selbständigen Evangelisch-Lutherischen Kirche sind Mitglieder der Kirchenleitung dieser Kirche. Zusammen mit ihrem Bischof und den Pröpsten üben sie unter dem Vorsitz des Bischofs die Leitung und Verwaltung der Kirche aus. Kirchenräte werden auf Vorschlag der Bezirkspfarrkonvente und Bezirkssynoden von der Kirchensynode für acht Jahre gewählt. Der Dienst des Kirchenrates wird neben- bzw. ehrenamtlich ausgeübt.
Die Kirchenräte nehmen an den Sitzungen des Kollegiums der Superintendenten teil, haben dort aber im Blick auf Ordinationsgenehmigungen kein Stimmrecht. Einer der Kirchenräte führt die Geschäfte der Kirchenleitung im Hauptamt (Geschäftsführender Kirchenrat – GKR –). Der GKR war bislang immer ein ordinierter Theologe, könnte jedoch auch ein nichtordiniertes, für die die Aufgaben eines GKR akademisch bzw. beruflich qualifiziertes Kirchglied der SELK sein. (z. B. Jurist)
Die Kirchenräte der SELK übernehmen (unentgeltlich) einen  großen Anteil kirchenleitender Arbeit in Arbeitsgemeinschaften, Kommissionen, im Personalausschuss, als Vertreter der Kirchenleitung in Gremien und Werken der SELK usw., sodass die Kirchenleitung ohne sie nicht arbeitsfähig wäre. Kirchenräte als von der Kirchensynode gewählte „Laien“ sind auf der obersten Leitungsebene die Repräsentanten des synodalen Prinzips, das die SELK – in einem ausgewogenen Zusammenwirken mit dem episkopalen Prinzip – kennzeichnet.

## Schweiz
In vielen evangelisch-reformierten Landeskirchen in der Schweiz (Aargau, beide Appenzell, Basel-Land, Basel-Stadt, Glarus, Graubünden, Nidwalden, St. Gallen, Schaffhausen, Schwyz, Thurgau, Zug und Zürich) bezeichnet Kirchenrat die Leitung der Landeskirche, und zwar sowohl das Gremium als Ganzes wie auch deren einzelne Mitglieder. In den anderen schweizerischen Landeskirchen gilt hierfür die Bezeichnung Synodalrat.
In einigen evangelischen Landeskirchen der Schweiz ist Kirchenrat die Bezeichnung für die Leitung einer Kirchgemeinde. In den vorgenannten schweizerischen Landeskirchen gilt hierfür die Bezeichnung Kirchenpflege.